# 志水ゆき
志水 ゆき（しみず ゆき、12月9日 - ）は、日本の漫画家。血液型はO型。

## 略歴
1994年、『やがて、夏が終わる日。』でデビュー。2021年4月現在、『ディアプラス』（新書館）にて『花鳥風月』を連載中。

## 作品リスト
- LOVE MODE
- レシピ
- 是-ZE-（全11巻）
- 花鳥風月（既刊11巻）